# Cremna alector
Cremna alector är en fjärilsart som beskrevs av Charles Andreas Geyer 1837. Cremna alector ingår i släktet Cremna och familjen Riodinidae. Inga underarter finns listade i Catalogue of Life.